# منقارماهی ناوی اطلس
منقارماهی ناوی اطلس (نام علمی: Scomberesox saurus) نام یک گونه از تیره منقارماهی‌های ناوی است.